# جواو غولار
جواو غولار (بالبرتغالية: João Belchior Marques Goulart) (1 مارس 1919 - 6 ديسمبر 1976) رئيس البرازيل الرابع والعشرون (1961-1964) ونائب رئيس البرازيل السادس عشر (1955-1961), سبقه في المنصب الرئيس رانييري مازيلي والذي عاد للمنصب مرة ثانية عام 1964.

## روابط خارجية
- جواو غولار على موقع الموسوعة البريطانية (الإنجليزية)
- جواو غولار على موقع مونزينجر (الألمانية)